# Flatoides vagans
Flatoides vagans är en insektsart som först beskrevs av Melichar 1902.  Flatoides vagans ingår i släktet Flatoides och familjen Flatidae. Inga underarter finns listade i Catalogue of Life.